# Мікаса Юріко
Принцеса Юріко Мікаса (яп. 高百百子) (4 червня 1923 — 15 листопада 2024) —— членкиня імператорського дому Японії, вдова Такахіто, принца Мікаса, четвертого сина імператора Тайсьо та імператриці Теймей. Принцеса була останньою тіткою, що залишилася живою, по батьківській лінії попередньому імператору Акіхіто і останнім членом сім'ї, що народився в період Тайсьо.

## Біографія
Принцеса народилася 4 червня 1923 року в сімейному будинку Такагі в Токіо. Вона була другою дочкою віконта Масанарі Такагі (1894—1948) та Куніко Іріє (1901—1988). Її батько був членом клану Такагі, який раніше мав невеликі феодальні володіння Танань; через свого батька вона є праправнучкою Хотти Масаесі, видатного Родзю в період Бакумацу. Її мати походила з благородного клану Янагіхара і була троюрідною сестрою імператора Сьоваи. Юріко закінчила жіночу академію Гакусюін у 1941 році.
29 березня 1941 року було оголошено про заручини Юріко з її троюрідним братом Такахіто, принцом Мікасою. Церемонія заручин відбулася 3 жовтня 1941 року, а церемонія одруження відбулася 22 жовтня 1941 року. Після заміжжя Юріко стала іменуватися Її Імператорською Високістю принцесою Мікасою. Принцеса Мікаса часто відвідувала свого чоловіка, якого було госпіталізовано в останні місяці життя. 22 жовтня 2016 року вони відсвяткували 75-ту річницю весілля у його лікарняній палаті. Принц Мікаса помер через п'ять днів. Принцеса очолювала церемонію похорону свого чоловіка як головний Плакальник.
Принц і принцеса мали п'ятеро дітей, з яких тільки двоє досі живі. Крім п'ятьох дітей, станом на 2015 рік у них було дев'ять онуків та чотири правнуки. Дві дочки подружжя залишили імператорську родину після весілля. Усі троє синів померли.
Принцеса Мікаса була почесним президентом різних благодійних організацій, переважно тих, які займаються збереженням традиційної японської культури. Вона також відігравала активну роль у японському товаристві Червоного Хреста.
1948 року принцеса стала президентом Імператорського Фонду подарунків Боші-Айіку-Кай, з цієї посади вона пішла у відставку у вересні 2010 року. Вона була присутня на кількох офіційних заходах у Токіо, а також в інших частинах Японії, пов'язаних з благодійними організаціями, які займаються питаннями здоров'я матері та дитини.
Померла 15 листопада 2024 року о 6:32 ранку за японським часом у Міжнародній лікарні Святого Луки у Токіо у віці 101 року.

## Нагороди
Національні нагороди
- Орден Дорогоцінної корони
- Орден Червоного Хреста[8]
- Медаль Червоного Хреста[8]

Іноземні нагороди
- Іран: Кавалер Ордена Плеяд 2-го класу [9]
- Іран: пам'ятна медаль до 2500-ї річниці від дати заснування першої Перської імперії (14 жовтня 1971 року)[10]

Почесні посади
- Резервний член Ради Імператорського Дому.
- Почесний віце-президент японського товариства Червоного Хреста .